# Франквил Сен Пјер
Франквил Сен Пјер (фр. Franqueville-Saint-Pierre) насеље је и општина у северној Француској у региону Горња Нормандија, у департману Приморска Сена која припада префектури Руан.
По подацима из 2011. године у општини је живело 6031 становника, а густина насељености је износила 704,56 становника/km². Општина се простире на површини од 8,56 km². Налази се на средњој надморској висини од 140 метара (максималној 162 m, а минималној 75 m).

## Демографија
| 1962. | 1968. | 1975. | 1982. | 1990. | 1999. | 2011. |
| ----- | ----- | ----- | ----- | ----- | ----- | ----- |
| 1.209 | 1.888 | 2.320 | 3.551 | 4.230 | 5.099 | 6.031 |

График промене броја становника у току последњих година